# Cyrano yeon-aejojakdan
Cyrano yeon-aejojakdan (시라노; 연애조작단?, Sirano; yeon-aejojakdanLR), noto anche con il titolo internazionale Cyrano Agency, è un film del 2010 scritto e diretto da Kim Hyun-seok.

## Trama
Lee Byeong-hoon ha fondato una propria azienda, l'agenzia Cyrano, che afferma di poter far innamorare chiunque di ogni persona. A un certo punto Byeong-hoon si innamora tuttavia della ragazza che un suo cliente voleva conquistare.